# 中国人民解放军中部战区

中部战区地域：北京市、天津市、河北省、河南省、山西省、陕西省、湖北省

中国人民解放军中部战区是中国人民解放军五大战区之一，领导和指挥北京市、天津市、河北省、山西省、河南省、陕西省、湖北省等7个省级行政区的武装力量。战区机关驻北京市，主要任务是负责本土和首都防務和支援其他战区作战。本戰區仍保留一小段海岸，能負責協同渤海面對西太平洋方向。

## 沿革
中部战区的成立是从军委管总、战区主战、军种主建的总原则出发，根据国家安全环境和军队担负的使命任务确定的，有利于健全联合作战指挥体制，构建联合作战体系，更好地维护国家主权、安全和发展利益，维护地区稳定和世界和平。战区作为本战略方向的唯一最高联合作战指挥机构，按照平战一体、常态运行、专司主营、精干高效的要求，履行联合作战指挥职能，担负应对本战略方向安全威胁、维护和平、遏制战争、打赢战争的使命。
中国人民解放军中部战区包括原北京军区（除内蒙古外）、原属济南军区的河南省、原属兰州军区的陕西省及原属广州军区的湖北省，由陆军、海军、空军等多军种组成，战区总部机关驻北京，陆军机关驻石家庄。
2016年2月1日，中国人民解放军战区成立大会在北京八一大楼举行。中共中央总书记、国家主席、中央军委主席习近平向东部战区、南部战区、西部战区、北部战区、中部战区授予军旗并发布训令。中共中央政治局委员、中央军委副主席范长龙在大会上宣读了习近平主席签发的中央军委关于组建战区机关及其领导班子成员任职命令和决定，大会由中共中央政治局委员、中央军委副主席许其亮主持。
中部战区领导和指挥北京、天津、河北、河南、山西、陕西、湖北地区武装力量。中部战区的首要任务是拱卫首都北京的安全等的本土陸海軍指揮與近海防務。今年来由于极端天气频发，中部战区河南，北京，河北等地都有洪灾，中部战区负责统一指挥救灾等非战争军事行动。

## 编制
2016年改革后，中国人民解放军中部战区设置下列机构：

### 职能部门
- 联合参谋部
- 政治工作部

### 战区军种机关
- 中部战区陆军（机关驻石家庄市）[4][5]
- 中部战区空军（机关驻北京市）

## 历任领导
| 1. 韩卫国 上将（2016年1月—2017年8月） 2. 乙晓光 空军上将（2017年8月—2021年8月） 3. 林向阳 上将（2021年8月—2022年1月） 4. 吴亚男 上将（2022年1月—2023年1月） 5. 黄铭 上将（2023年1月—2024年8月） 6. 李志忠 中将（2024年8月—）（代理） | 1. 殷方龙 上将（2016年1月—2018年12月） 2. 朱生岭 上将（2019年4月—2022年1月） 3. 徐德清 上将（2022年1月—） |

| - 李凤彪 中将（2016年1月—2019年4月，兼中部战区参谋长） - 张义瑚 空军中将（2016年1月—2021年8月） - 史鲁泽 少将（2016年1月—2017年1月，兼中部战区陆军司令员） - 王军 中将（2016年—2017年1月） - 庄可柱 空军中将（2016年1月—2018年7月，兼中部战区空军司令员） - 张旭东 中将（2017年1月—2020年12月，2017年1月至12月兼中部战区陆军司令员） - 范承才 中将（2017年12月—，兼中部战区陆军司令员） - 韩胜延 空军中将（2018年7月—，兼中部战区空军司令员） - 王长江 海军中将（2019年4月—2022年，兼中部战区参谋长） - 贾建成 中将（2021年3月—，兼中部战区参谋长） - 李勇 空军中将（2021年8月—） - 李志忠 中将（2023年5月—） | - 侯贺华 中将（2016年1月—2017年1月，兼中部战区政治工作部主任） - 吴社洲 中将（2016年1月—2017年1月，兼中部战区陆军政治委员） - 刘绍亮 空军中将（2016年—2017年1月，兼中部战区空军政治委员） - 郑璇 中将（2017年1月—2020年12月，兼中部战区政治工作部主任） - 周皖柱 中将（2017年1月—，兼中部战区陆军政治委员） - 郭普校 空军中将（2017年1月—2019年12月，兼中部战区空军政治委员） - 王成男 空军中将（2020年4月—，兼中部战区空军政治委员） - 陈国强 空军中将（2021年3月—2021年8月，兼中部战区政治工作部主任） - 冷少杰 中将（2021年8月—，兼中部战区政治工作部主任） |

中央军委纪律检查委员会驻中部战区纪检组组长